# Pont de la Banque

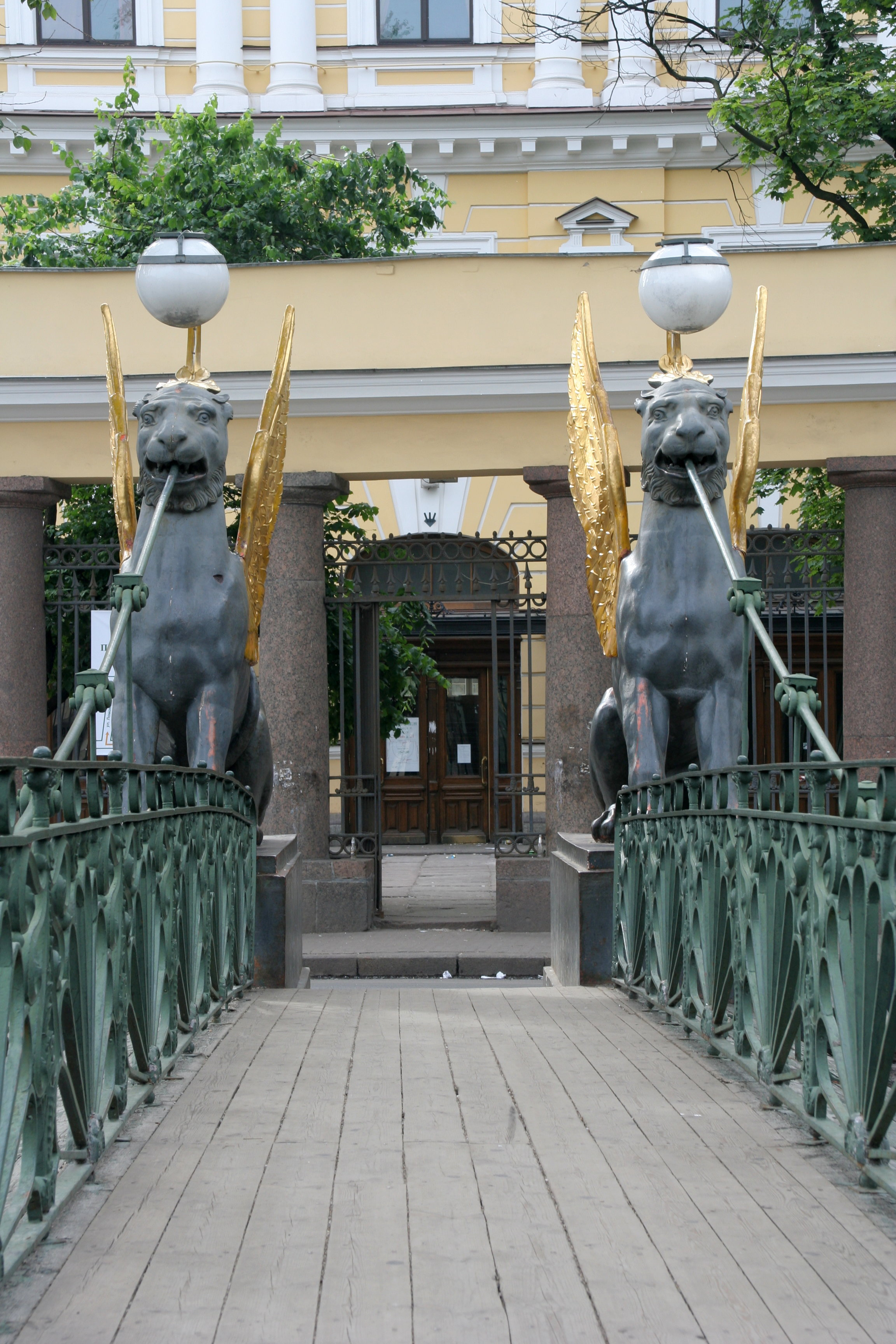
Vue d'un côté du pont

Le pont de la Banque (Bankovski most) est une passerelle piétonnière suspendue de Saint-Pétersbourg, fameuse pour ses quatre griffons aux ailes dorées qui font l'ornement des culées. Le pont enjambe le canal Griboïedov. Il mesure 25,2m de long sur 1,9m de large.

## Histoire
La passerelle a été construite en 1826 par un ingénieur badois, Wilhelm von Traitteur. Son nom provient de la Banque des Assignats (Banque d'Etat) située juste en face, devenue aujourd'hui le bâtiment de l'université d'État d'économie de Saint-Pétersbourg.
Les griffons sont l'œuvre de Pavel Sokolov (1764-1835) qui fut aussi l'auteur des lions du pont aux Lions et des sphinx du pont égyptien.